# Itzy
Itzy (stilizat ca İTZY) este o formație de fete din Coreea de Sud format de JYP Entertainment, compus din cinci membre: Yeji, Lia, Ryujin, Chaeryeong, Yuna. A debutat pe 11 februarie 2019, odată cu lansarea single-ului It'z Different. Formația și-a lansat canalul și conturile oficiale pe 23 februarie 2019.

## Members
- Yeji (여지), născută Hwang Ye-ji la 26 mai 2000
- Lia (리아), născută Choi Ji-su la 21 iulie 2000
- Ryujin (류진), născută Shin Ryu-jin la 17 aprilie 2001
- Chaeryeong (채령), născută Lee Chae-ryeong la 5 iunie 2001
- Yuna (유나), născută Shin Yu-na la 9 decembrie 2003

## Discografie
- It'z Different (2019)
- It'z ICY (2019)
- It'z ME (2020)
- Not Shy (2020)
- Guess Who (2021)
- Crazy In Love (2021)
- Voltage (2022)
- Boys Like You (2022)
- CHECKMATE (2022)
- Ringo (2023)
- Born to Be (2024)
- Gold (2024)